# Joyce Jonathan
Joyce Jonathan (Levallois-Perret, França, 3 de novembre de 1989) és una actriu, cantant i compositora francesa.

## Biografia

### Infància i adolescència
Joyce Jonathan, filla de Patricia Tartour, d'origen jueu, directora i fundadora de l'agència de viatges Maison de la Chine, i d'un arquitecte, és la petita de tres germanes i dos germanastres. Va estudiar a l'escola alsaciana a París i té una llicenciatura en psicologia.
Amb 7 anys va aprendre a tocar el piano i va començar a compondre les seves primeres cançons, que comparteix amb les seves germanes grans. Va continuar amb esforç la seva inscripció a classes de piano, i també, als 11 anys, sense que els seus pares ho sabessin, a classes de cant. Va aprendre de manera autodidacta a tocar la guitarra, influenciada per artistes com Teri Moisés, Michel Berger, Jean-Jacques Goldman i Tracy Chapman.

### Vida privada
Va ser la parella de Thomas Hollande, fill de François Hollande i Ségolène Royal, des del 2012 fins a l'estiu del 2014. També ha donat suport públicament a Hollande durant la campanya presidencial del 2012 i va cantar per celebrar la seva victòria el 6 de maig del 2012 a la Plaça de la Bastilla.

### Carrera musical

#### Primer discSur mes gardes
Només tenia 16 anys quan va publicar a la xarxa social MySpace tres de les seves composicions. També es va posar en contacte amb Michel Goldman, cofundador de la nova firma My Major Company, per animar-lo que escoltés les seves cançons.
El desembre de 2007, quan tenia 18 anys, va engegar el lloc web de la firma My Major Company. El 13 de maig de 2008 va arribar als 70.000 euros requerits per a la producció del seu àlbum, amb 486 productors, començant a gravar el seu primer disc Sur mes gardes. Més endavant va demanar ajuda a Louis Bertignac, guitarrista de la banda Téléphone, que impressionat pel seu talent i la seva veu va accedir a treballar-hi amb les seves cançons. Va ser a l'estudi del cèlebre músic on varen treballar plegats durant un any. També va gravar a duo amb Tété. Els seus dos senzills, "Je ne sais pas" i "Pas besoin de toi" provenen del seu primer disc Sur mes gardes, publicat el gener del 2010. Sis mesos després del llançament, els productors de Joyce Jonathan ja havien recuperat la inversió. Va ser disc d'or el maig del 2010, només cinc mesos després d'haver sortit, i en menys d'un any va ser disc de platí. L'agost del 2010 l'àlbum va arribar a ser número u en vendes d'àlbums per descàrrega. Aquest mateix any el seu senzill "L'heure avait sonné" fou escollit pels directors de la sèrie nord-americana Gossip Girl per il·lustrar la banda sonora del primer episodi de la quarta temporada.
La versió en xinès del seu àlbum fou llançat a la Xina i al Taiwan a finals del 2010 i ràpidament es va traslladar fins als primers llocs de les llistes des vendes, situant-se al top 5 de vendes al Hong Kong i al Taiwan, i la cançó "Je ne sais pas" es va convertir en una de les més emeses durant diverses setmanes. Aquest èxit ve amb moltes invitacions a programes de televisió, com ara l'Any Nou Xinès al Centre Aquàtic Nacional de Pequín i transmesa a més de 150 milions d'espectadors xinesos. Joyce Jonathan continua la seva conquesta d'Àsia mitjançant enquestes a sales de concert de Pequín, Xangai, Wuban, Hong Kong, Chengdu, Guiyang i Taipei.
El 23 de gener del 2011 va rebre el premi NRJ Music Awards a la categoria de Revelació francòfona i fou nominada a la categoria de Cançó francesa de l'any per "Pas besoin de toi". També aquest any va guanyar el Gran Premi de la Unió Nacional d'Autors i Compositors, atorgat per la SACEM per "Je ne sais pas".

#### Segon discCaractère
El febrer del 2013 va treure el primer senzill titulat "Ça ira" del seu segon àlbum Caractère.
El març d'aquest any la cantant va participar en l'àlbum Une voix une guitarre, un recull de cançons franceses dirigit per Jean-Félix Lalanne, d'acord amb el concepte d'una guitarra única i una veu única. Ella apareix amb artistes de prestigi com Serge Lama, Michel Jonasz, Vanessa Paradis o Hugues Aufray…
És coentrenadora amb Louis Bertignac al programa The Voice: La plus belle voix transmès per TF1 durant la setmana de l'1 d'abril del 2013, i dona veu als dibuixos animats The new adventures of Lassie.
El seu segon àlbum, Caractère, fou llançat el 10 de juny del 2013, i després de diverses setmanes fou disc d'or. Després del gran èxit "Ça ira" va continuar la seva promoció durant el mes d'octubre. El 18 de novembre la cantant va reeditar el disc incloent la cançó "Ça ira" en versió acústica i dos duets inèdits, un amb Ycare i un altre amb Jean-Félix Lalanne.

#### Tercer discUne place pour moi
El 25 de setembre de 2015 va donar a conèixer el primer senzill titulat "Le bonheur" del tercer àlbum Une place pour moi, que es va posar en marxa el 5 de febrer del 2016.

## Discografia
| Data de llançament | Àlbum              | Segell                                |
| ------------------ | ------------------ | ------------------------------------- |
| Gener del 2010     | Sur mes gardes     | WM France Affiliated Labels/WM France |
| Juny del 2013      | Caractère          | Universal Music Division Polydor      |
| Febrer del 2016    | Une place pour moi | Universal Music Division Polydor      |